# Светислав Б. Цвијановић
Светислав Б. Цвијановић (Жупања, 13.август 1877 — Београд, 20. мај 1961) био је српски књижар и издавач. Објавио је око 250 књига домаћих и страних писаца. О Цвијановићу су говорили познати писци попут Исидоре Секулић, Иве Андрића, Богдана Поповића и многих других..
Активан од 1902. до 1946, Цвијановић важи за једног од најважнијих издавача у српској култури.

## Биографија

### Живот и студије
Светислав Б. Цвијановић је рођен 13. августа 1877. године у Жупањи. Био је трећи син Бранка и Љубисаве Цвијановић. Родитељи су му били државни службеници.
За разлику од браће која су упућена на правне науке, Светислав се посвећује књизи и књижарству. Одушевила га је Хартманова књижара у којој ће 1. октобра 1891. године Бранко Цвијановић успети да га да на изучавање књижевног заната. Након завршена три разреда гимназије у разним местима (Осијеку, Винковцима и Бјеловару), 1902. одлази у Загреб да раду у Хартмановој књижару.  У то време су у ову књижару свраћали највиђенији писци хрватске књижевности тог доба које ће он имати прилику да сретне и упозна. Баш у тој књижари видеће се са Лазом Костићем.
Године 1895. одлази у Лајпциг, где се налазио где се налазио центар немачког књижарства. Крајем 1895. године, пошто је изучио књижарски занат, одлази у Београд, и одмах налази посао у књижари Мите Стајића где проводи три године као деловођа. У потрази за новим искуством одлази у Буенос Ајрес где стиче искуство у Јакобсовој књижари. После три године се враћа у земљу и запошљава се у Новом Саду у књижари Арсе Пајевића.
Године 1902. у Београду преузима књижару Фридриха Бреслауера у Кнез Михаиловој улици 35. Цвијановић издавачку делатност започиње 1904.године књигом Симе Матавуља Живот. До почетка Првог светског рата Цвијановић је објавио преко 80 наслова. Од Најлепших прича целог света, Црвеног крина Анатола Гранса, Сафо А. Додеа, Ростановог Сирана де Бержерака, Валдовог De profundis-a, па до Хамсунове Викторије, Злочина и казне Достојевског, Пролећних вода Тургењева, Чеховљевих приповедака, Шопенхаурове расправе о женама, Болести воље Рибоа.
У педесет првој години живота,1898.године умире му отац.
Његови савременици се слажу у томе да је био ретко племенит човек и свестрано образована личност. Знао  је шест страних језика, тако је и одржавао везе са писцима, научницима, издавачима, не само у нашим крајевима већ и широм света. У његовом дућану су се могле наћи књиге и часописи на свим најзначајнијим светским језицима. Преко њега књижаре из Беча, Париза, Берлина, Рима и Лондона набављале су књиге, пре свега дела из историје, језика, књижевности и географије.
Крај 19. века обележили су у хрватској књижевности значајни ствараоци: Еуген Кумичић, Вјенеслав Новак, Љуба Бабић-Ђалски, Тома Маретић, Фердо Шишић и други, са којима ће се Цвијановић упознати и дружити.
Светислав Б.Цвијановић је умро 21.маја 1961.године. У Београду нема књижаре која носи његово име.

## Дела и радови
Било је далеко већих књижара и већих издавача од њега, он је објавио око 250 књига домаћих и страних писаца. Он је штампао лепу књижевност, историјска дела и монографије. Све је радио сам, или уз помоћ аутора. Посвећено је бирао слова, папир, илустрације и одређивао формат књига.
Што се рад више приближавао, Цвијановић се све теже борио са издањем некомерцијалних али изузетно вредних књига. Почетком Другог светског рата, писци са којима је сарађивао су или отишли, или су ретко свраћали у књижару.
Године 1943. коричи три раније објављене књиге Иве Андрића — „Пут Алије Ђерзелеза“, „Немири“ и „Ex ponto“. Исте године објављује Сабране списе Иве Андрића без претходне дозволе аутора, због чега је Андрић протестовао. Цвијановић се писаним путем извињава и повлачи књиге из продаје.
По завршетку Другог светског рата Цвијановић је наставио да ради све до 1948. када је извршена национализација приватних књижарских радњи.
Његова књижара постаће својеврсно стециште писаца, професора, чиновника и уопште љубитеља књиге.

## Писци и њихова мишљења о Светиславу Б. Цвијановићу
Исидора Секулић је писала да када Цвијановић узме у руку онда је брзо готово све што има да буде готово. А Иво Андрић је давне 1920. године записао: „У општој некултурној несавесности Ви ћете остати још једини књижар који држи до литературе и свог имена и угледа. Остало је све го и неук ћифта који не помишља да историја књижевности бележи све и да је неумољива...“ Богдан Поповић, поводом штампања његове Антологије новијег српског песништва искрено каже да је „унапред знао да ће из његових руку изаћи укусно опремљена књига“.
Цвијановић је био човек који је волео да чини људима радости, не само људима на гласу, већ и малим писцима, почетницима. Милица Костић, млада песникиња социјалне оријентације, која се, попут Исидоре Секулић, везала за Цвијановића и његову породицу, писала му је дуга исповедна писма.
Симпатије за овог младог београдског издавача и књижара имају писци и из Загреба, Новог Сада, Сарајева, Мостара, Сплита, Цетиња, Скопља. Сви редом ће му нудити своје рукописе, а он је био у могућности да прихвати само неке од њих.
Говорили су да је он најкултурнији југословенски издавач, најталентованији издавач, човек песничке душе и да је имао велику предусретљивост према младим књижевницима.
Наравно, изузетну пажњу је посветио делима домаћих писаца као што су: Његошев Горски вијенац, Скерлићева Историја нове српске књижевности, Антлогија новије српске лирике Богдана Поповића, Писма из Норвешке Исидоре Секулић, песме Милана Ракића, Јована Дучића, Милутина Бојића и многих других писаца, од Станислава Винавера до Миилице Јанковић.
Цвијановић је умео да око себе окупи и старије и млађе књижевне таленте и пружи им могућност да своје да своје радове изнесу пред читалачку публику. О његовој посвећености нашим књижевницима врло је лепо и опширно писао Радован Поповић у књизи о Цвијановићу.
За разлику од његовог највећег конкурента Геце Кона који му је био превасходно тржишно оријентисан, Светислав Б. Цвијановић је сматрао да је важније да квалиетне књиге буду објављене и често је улазио у издавачке послове који му нису доносили профит.
За Светислава Б.Цвијановића је Растко Петровић рекао да је „најкултурнији српски издавач“, Раде Драинац да је „талентован издавач и човек песничке душе“ , а Иво Андрић да је „једини и последњи књижевни форум“ .
Нико  ни пре ни после њега, ко се бавио продајом или издавањем књига није окупио такве писце, такве ауторе као што је то успео Светислав Б. Цвијановић.
На Вождовцу једна улица носи име ове изузетне личности геоградског културног и јавног живота, књижара и издвача Светислава  Б. Цијановића.
Цвијановић важи за једног од најважнијих издавача у српској култури.